# Argantoni
Argantoni (Arganthonius) fou rei de Tartessos al segle vi aC. Va rebre amistosament els grecs de Focea que van desembarcar a la zona i els va permetre fundar un establiment fortificat. La llegenda el fa regnar 80 anys i haver mort amb 120 anys.